# کیل پیرسمن
کیل پیرسمن (انگلیسی: Kjell Peersman؛ زادهٔ ۲۱ مهٔ ۲۰۰۴) بازیکن فوتبال اهل بلژیک است.
از باشگاه‌هایی که در آن بازی کرده است می‌توان به اشاره کرد.
وی همچنین در تیم‌های ملی فوتبال زیر ۱۷ سال بلژیک، زیر ۱۸ سال بلژیک و زیر ۱۹ سال بلژیک بازی کرده است.